# Josip Helebrant
Josip Helebrant (Karlovac, 14. listopada 1910. – Zagreb, 1990.), hrvatski zračni as. Ukupno ima 11 priznatih pobjeda.

## Životopis
Rođen je u Karlovcu 14. listopada 1910. U Kraljevini Jugoslaviji školovao se prvo za izvidnika, da bi 1936. godine postao i vojni pilot. Travanjski rat dočekao je kao kapetana 2. klase u 6. lovačkom puku na aerodromu Kruševdol. Zrakoplovstvu Nezavisne Države Hrvatske pristupio je u lipnju 1941. da bi u kolovozu iste godine bio primljen u Hrvatsku zračnu legiju u činu satnika. Tijekom borbi na Istočnom bojištu oborio je 11 neprijateljskih zrakoplova, ali je imao i pet prisilnih slijetanja. Nakon povratka s druge borbene ture na Istoku, Helebrant službuje u njemačkim postrojbama JG 104 i Fl. Ü.G. a potom, prosinca 1943. godine, biva postavljen za zamjenika zapovjednika "2/Kroatien Jagdgruppe1" Sljedeće godine je promaknut u bojnika i postaje zapovjednik 2. Zrakoplovne skupine na aerodromu Rajlovac kod Sarajeva. Prije sloma NDH, 20. travnja 1945., Helebrant na avionu Messerschmitt Bf 109G-10 (WNr. 2103) zajedno s narednikom Vinkom Tatarevićem (Bf 109G-10- WNr. 2105), prelijeće na partizansku stranu na aerodrom Mostar. Nakon rata naseljava se u Zagrebu gdje i umire 1990. godine.

## Odlikovanja
Helebrant je odlikovan sljedećim odlikovanjima:
- Red krune kralja Zvonimira
- Kolajna poglavnika Ante Pavelića za hrabrost
- Željezni križ II. stupnja
- Željezni križ I. stupnja

## Vanjske poveznice
http://www.cieldegloire.fr/011_helebrant_josip.php